# Gilberto Rodríguez Orejuela
Gilberto José Rodríguez Orejuela (31. ledna 1939 Mariquita, Kolumbie – 31. května 2022 Severní Karolína) byl kolumbijský drogový baron, jeden ze zakladatelů kartelu z Cali (španělsky Cartel de Cali).

## Kartel z Cali

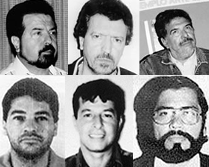
kartel z Cali

Gilberto Rodríguez Orejuela, společně se svým bratrem Miguel Rodríguez Orejuela a Josém Santacruzem Londoñem, založil v 70. letech 20. století kartel z města Cali. Nejdříve obchodovali pouze s marihuanou, ale v 80. letech začali s distribucí kokainu. Jeden čas ovládal kartel z Cali 80 % celosvětového obchodu s kokainem, který dodávali prostřednictvím Rodriguezova syna Jorge Alberta Rodrigueze především do Spojených států a Evropy.
Jeho rivalem byl Medellínský kartel v čele s Pablem Escobarem, který byl oproti kartelu z Cali nasilný a agresivní. Zatímco Medellínský kartel byl zapojen do brutálních útoků kolumbijskou vládu a všemi hledán, kartel z Cali v tichosti rostl.
Po smrti Pabla Escobara obrátili kolumbijské úřady svou pozornost na kartel z Cali. V létě roku 1995 byla proti kartelu zahájena velká policejní akce.

## Zatčení
Rodriguez Orejuela byl 9. června 1995 zatčen Kolumbijskou Národní Policií (PNC) při vytipované razii na jeho dům v Cali. Policie pár dní před zatčením dům již prohledávala, ale Rodriguez unikl a ukryl se ve svém připraveném úkrytu v duté koupelnové skříni s připravenou kyslíkovou maskou. Byl odsouzen k 15 letům vězení.

## Vydání do Spojených států

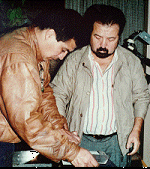
Gilberto Rodríguez krátce po zatčení.

Dne 3. prosince 2004 byl Gilberto Rodríguez vydán do Spojených států. V témže roce byl také zatčen jeho bratr Miguel.
Dne 26. září 2006 byl Gilberto i Miguel odsouzeni na 30 let vězení poté, co se přiznali k distribuci kokainu do USA.
Jeho vydání do USA je do dnešních dnů považováno za nezákonné, jelikož v době vydání na to v Kolumbii ještě neexistovaly žádné zákony.
Dne 16. listopadu 2006 se oba bratři přiznali k praní špinavých peněz a byli odsouzeni na dalších 87 měsíců vězení.
Gilberto Rodríguez Orejuela si odpykával svůj třicetiletý trest odnětí svobody ve Federálním nápravném ústavu Butner v Severní Karolíně. Jeho vězeňské číslo bylo 14023-059 a předpokládané datum propuštění 9. února 2030 ve věku 90 let.
Dne 5. března 2018 kolumbijský soud odsoudil 8 členů Rodriguezovic rodiny, a to k 9 letům vězení za praní peněz, které získaly v době vlády kartelu z Cali. Soud totiž zjistil, že rodina využívala své legální podniky (včetně farmaceutického řetězce Drogas La Rebaja) k praní miliard pesos.